# 86 Semele
A 86 Semele a Naprendszer kisbolygóövében található aszteroida. Friedrich Tietjen fedezte fel 1866. január 4-én.